# Jumanji – Vár a dzsungel
A Jumanji – Vár a dzsungel (eredeti cím: Jumanji: Welcome to the Jungle) 2017-ben bemutatott amerikai kalandfilm, melyet Jake Kasdan rendezett. A producere Ted Field, a forgatókönyvírója Scott Rosenberg, a zeneszerzője James Newton Howard. A főbb szerepekben Dwayne Johnson, Kevin Hart, Jack Black és Karen Gillan látható.
A film forgatása 2016 szeptemberében kezdődött Honoluluban. A régi szereplőgárdából egy színész sem tért vissza, de Van Pelt, a fejvadász megjelenik, szerepét Jonathan Hyde-tól Bobby Cannavale vette át. A mozifilm a Matt Tolmach Productions gyártásában készült és a Columbia Pictures forgalmazásában jelent meg. Az Amerikai Egyesült Államokban 2017. december 20-án mutatta be a Columbia Pictures. Magyarországon egy nappal később, december 21-én került a mozikba az InterCom Zrt. forgalmazásában. 

## Cselekmény
|  | Alább a cselekmény részletei következnek! |

1996-ban, New Hampshire-ben a tizenéves Alex Vreeke édesapja megtalálja a tengerparton a Jumanji társasjátékot, de ez a fiát nem igazán érdekli, inkább videójátékozik. A Jumanji ettől varázslatosan videójáték-kazettává válik, de a társasjáték is megmarad. Alex elkezdi a Jumanjit játszani, és a játék azonnal magába szippantja őt.
Húsz évvel később négy tizenéves ugyanazon a napon kap büntetést az iskolában, a pincében egy halom régi újságból kell kiszedniük a tűzéseket. Munka közben megtalálják a Jumanji videójáték konzolt, és kipróbálják, majd a játék rögtön beszippantja őket. A dzsungelbe kerülnek és átváltoznak saját avatárjukká: Spencer, a nagy gamer izomagyú kalandorrá válik (Dwayne Johnson), a focista Fridge "elveszti teste felső ötven centijét", cserébe okos lesz, mint Einstein (Kevin Hart), a nagymenő lányból középkorú, pocakos professzor válik (Jack Black), a nünüke Martha viszont vagány harcos nővé alakul (Karen Gillan).
Hamar rájönnek, hogy ezen a pályán a túlélés a tét. Akkor győzhetik le a játékot, és juthatnak vissza a valódi világba, ha bevállalják életük legveszélyesebb kalandját, rátalálnak arra, amit egy fejvadász a hatalom érdekében ellopott, és ami a legfontosabb: össze kell dolgozniuk. Mert ha belebuknak, örökre a játékban ragadnak.
|  | Itt a vége a cselekmény részletezésének! |

## Szereplők
| Szereplő                 | Színész                 | Magyar hang         | Leírás                                                                                        |
| ------------------------ | ----------------------- | ------------------- | --------------------------------------------------------------------------------------------- |
| Dr. Smolder Bravestone   | Dwayne Johnson          | Galambos Péter      | régész és felfedező, Spencer avatárja                                                         |
| Franklin "Moose" Finbar  | Kevin Hart              | Csőre Gábor         | zoológus és fegyverszakértő, Frigó avatárja                                                   |
| Shelly Oberon professzor | Jack Black              | Kálloy Molnár Péter | térképész és zseni, Bethany avatárja                                                          |
| Ruby Roundhouse          | Karen Gillan            | Nemes Takách Kata   | harcos típus, Martha avatárja                                                                 |
| Jefferson McDonough      | Nick Jonas              | Miller Dávid        | helikopterpilóta, Alex avatárja                                                               |
| Spencer                  | Alex Wolff              | Csiby Gergely       | Egy idétlen játékos, aki Frigóval, Marthával, és Bethanyval felfedezi a Jumanji videójátékot. |
| Anthony "Frigó" Johnson  | Ser’Darius Blain        | Ember Márk          | labdarúgó atléta                                                                              |
| Bethany                  | Madison Iseman          | Czető Zsanett       | A legszebb lány az iskolában, aki Spencerrel, Frigóval és Marthával Jumanjiba kerül.          |
| Martha                   | Morgan Turner           | Pekár Adrienn       | Egy iskolán kívüli tanuló, aki Spencerrel, Frigóval és Bethanyval Jumanjiba kerül.            |
| Alex Vreeke              | Mason Guccione (fiatal) | Czető Roland        | Egy játékos, aki még 1996-ban lett a játék foglya.                                            |
| Alex Vreeke              | Colin Hanks (felnőtt)   | Szatory Dávid       | Egy játékos, aki még 1996-ban lett a játék foglya.                                            |
| Bentley igazgató         | Marc Evan Jackson       | Hirtling István     |                                                                                               |
| Miss Mathers             | Carlease Burke          | Kocsis Mariann      |                                                                                               |
| Nigel                    | Rhys Darby              | Schnell Ádám        |                                                                                               |
| Russel Van Pelt          | Bobby Cannavale         | Debreczeny Csaba    |                                                                                               |
| Bethany anyja            | Natasha Charles Parker  | Hámori Eszter       |                                                                                               |
| Frigó anyja              | Tracey Bonner           | Makay Andrea        |                                                                                               |
| Alex lánya               | TBA                     | Stern Hanna         |                                                                                               |
| Bethany barátnője        | Kat Altman              | Laurinyecz Réka     |                                                                                               |
| Tanárnő                  | Maribeth Monroe         | Tarr Judit          |                                                                                               |

## Folytatás
Dwayne Johnson, Jack Black és Nick Jonas megvitatták a Jumanji 3. részét egy interjúban, beleértve annak lehetőségét is, hogy a film feltárja a játék eredetét. Karen Gillan a Jumanji – Vár a dzsungel alternatív végén nyitva hagyta a lehetőséget egy következő filmre. 2018 februárjában bejelentették, hogy Kasdan rendezi a folytatást Johnson, Kevin Hart, Black, Gillan és Jonas főszereplésével, Rosenberg és Pinkner pedig ismét a szkriptet írja. A forgatás 2019 januárjában kezdődött. A film bemutatója 2019. december 13. 2019 januárjában bejelentették, hogy Awkwafina, Danny DeVito és Danny Glover csatlakozott a filmhez.